# Willem Christiaan Brade
Willem Christiaan Brade (Noordlaren, 11 november 1791 – Brussel, 27 april 1858) was een Nederlandse kapitein der genie, civiel ingenieur, tekenaar, docent, en auteur, bekend als medeoprichter van de Hollandsche IJzeren Spoorweg-Maatschappij.

## Levensloop
Brade was de zoon van Frederik Willem Brade, militair kapitein, en Maria Christina Folkers. Brade startte zijn hogere opleiding bij de militaire school in Den Haag. Na de inlijving bij Frankrijk kreeg hij een officiersopleiding aan de School van Bruggen en Wegen, de École nationale des ponts et chaussées, tot officier van de genie in het Franse leger
Na de oorlog in 1815 werden Brade met Isaac Paul Delprat en Frederic Baud aangenomen bij de Artillerie- en Genieschool in Delft voor het genie-onderwijs. Als zodanig was hij in 1817 gelegerd te Gouda met de rang kapitein der genie. Na verwijten van homoseksueel gedrag moest hij in 1819 uit het Corps treden, en vestigde hij zich in Amsterdam als civiel-ingenieur en architect. Brade werkte mee aan de maritieme werken van Den Helder, en bij de aanleg van het Ourthekanaal als ingenieur der Societeit van Luxemburg.
Begin jaren 1830 bestudeerde hij in Engeland de aanleg van spoorwegen. Terug in Nederland werkte hij als landmeter mee aan de planning van de aanleg van de treinverbinding tussen Amsterdam en Keulen onder leiding van William Archibald Bake. Met L.J.J. Serrurier en R. le Chevalier richtte hij in 1837 de Hollandsche IJzeren Spoorweg Maatschappij op, waar hij de aanstelling kreeg van ingenieur-directeur. In 1839 werd hij vervangen door Frederik Willem Conrad Jr..
Brade keerde terug naar Amsterdam, waar hij onder andere werkte aan een ontwerp van een brug over het IJ bij Amsterdam, een beursgebouw, een tunnel onder het IJ uit 1850, en een watervoorzieningsproject voor Amsterdam. In het jaar van zijn overlijden, in 1858, was Brade nog betrokken bij de oprichting van de Nederlandsche Centraal-Spoorweg-Maatschappij.

### Personalia
Brade was op vrijdag 30 juni 1820 in Amsterdam getrouwd met Geeske van der Steege (*1799) uit Groningen, dochter van Jacobus van der Steege en Maria Jacoba Lieffering. Ze krijgen vijf kinderen. Het gezin woonde eerst in Amstelland, in 1826 in 's-Gravenhage, in 1829 in Luik; en vanaf 1834 weer in Amsterdam, in latere instantie in de Warmoesstraat.

## Werk
In 1827 onderscheidde Brade zich met de publicatie van het Bouwkundige handboek, dat in vier of vijf delen verscheen. In het vierde deel uit 1834 gaf hij in Nederland de eerste uitgebreide beschrijving van het nieuwe vervoermiddel van de "spoorweg met stoomtractie" en haar voordelen. Hij ontwikkelde zich tot een van de eerste spoorwegexperts in Nederland. was nauw betrokken bij de constructie van het eerste spoortraject in Nederland, de spoorlijn Amsterdam - Haarlem, en bij het ontwerp van het traject van Haarlem via Leiden naar Rotterdam. Nadien werkte hij aan verschillende projecten in en rondom Amsterdam, met name rond de opzet van een eerste waterleiding voor de stad.

### Theoretisch en practisch bouwkundig handboek,1827

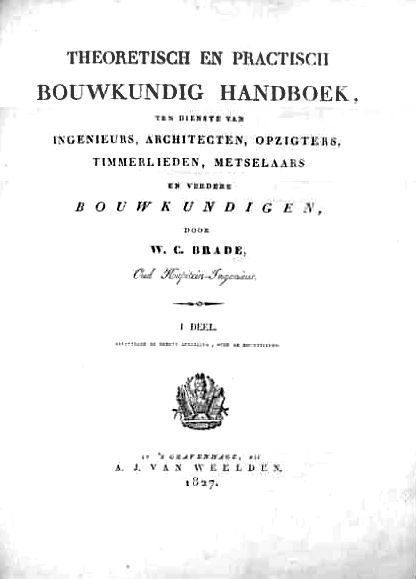
Titelblad 1827

Tussen 1827 en 1834 publiceerde Brade het Theoretisch en practisch bouwkundig handboek in vier delen. In de ondertitel van het boek gaf hij reeds aan, dat boek bedoeld was voor "ingenieurs, architecten, opzigters, timmerlieden, metselaars en verdere bouwkundigen."
Eerder in 1821 had de Maatschappij tot Aanmoediging der Bouwkunst, een voorganger van de Maatschappij tot Bevordering der Bouwkunst, in Amsterdam een prijsvraag voor een dergelijk werk uitgeschreven. Aangezien niet in de behoefte werd voldaan, volgens Brade (1927), besloot hij na een ruime intekening onder aanvoering van Koning Willem I  dit werk op te pakken.
Dit werk was gebaseerd op de bekendste werken in die tijd van de Franse theoretici als Jean-Baptiste Rondelet (1743–1829), Jean-Nicolas-Louis Durand (1760–1834), Bernard Forest de Bélidor (1698-1761), Emiland Gauthey (1732-1806) en Claude-Louis Navier (1785-1836); de Duitse theoretici als Carl Friedrich von Wiebeking (1762-1842), en Friedrich Gilly; en anderen.
Het eerste deel behandelde de burgerlijke bouwkunde, en begon in een eerste afdeling over bouwstoffen. Het tweede deel ging over de waterbouwkunde. Deze werken werden in die tijd gebruikt door technisch geschoolde ingenieurs van Waterstaat en de Genie. Aan de bekendste opleiding in die tijd,  aan de Koninklijke Militaire Academie in Breda, werden de vakken burgerlijke bouwkunde en de versterkingskunst gegeven door de genie-officieren Carel Marius Storm van 's Gravesande (1809-1880) en Willem Anthonie Froger. Storm van 's Gravesande schreef enige tijd later zijn eigen werk Handleiding tot de kennis der burgerlijke en militaire bouwkunst. (1843).
Een meer invloedrijk werk uit die tijd was het Handleiding tot de kennis der waterbouwkunde voor de kadetten van den waterstaat en der genie aan de Koninklijke militaire akademie uit 1844 van Duco Johannes Storm Buysing, later docent aan de Koninklijke Akademie te Delft.

### Spoorlijn Amsterdam-Keulen, 1832-34
In drie jaar van 1832 tot en met 1834 heeft Brade gewerkt met luitenant-kolonel William Archibald Bake en Bernardus Hermanus Goudriaan, hoofd-ingenieur in Algemene Dienst van Waterstaat, in het ontwerp voor de aanleg van de Rijnspoorweg. Voor deze spoorlijn Amsterdam-Keulen werkte zij vooral aan het tracé Amsterdam-Pruisische grens.

### Vierde deel "behelzende de IJzere Spoorwegen," 1834
In 1834 verscheen het vierde deel van Brades Theoretisch en practisch bouwkundig handboek, specifiek over het spoorwezen, opgedragen aan William Archibald Bake. Het was ontstaan na een werkbezoek in Engeland, waar hij het werk aan de spoorwegen bestudeerd had. In 1830 had de Liverpool and Manchester Railway aldaar de eerste intercity-verbinding geopend. Hiervoor waren allerlei infrastructurele werken ontwikkeld, getuige de afbeeldingen van de Britse architect en lithograaf Thomas Talbot Bury uit 1831:

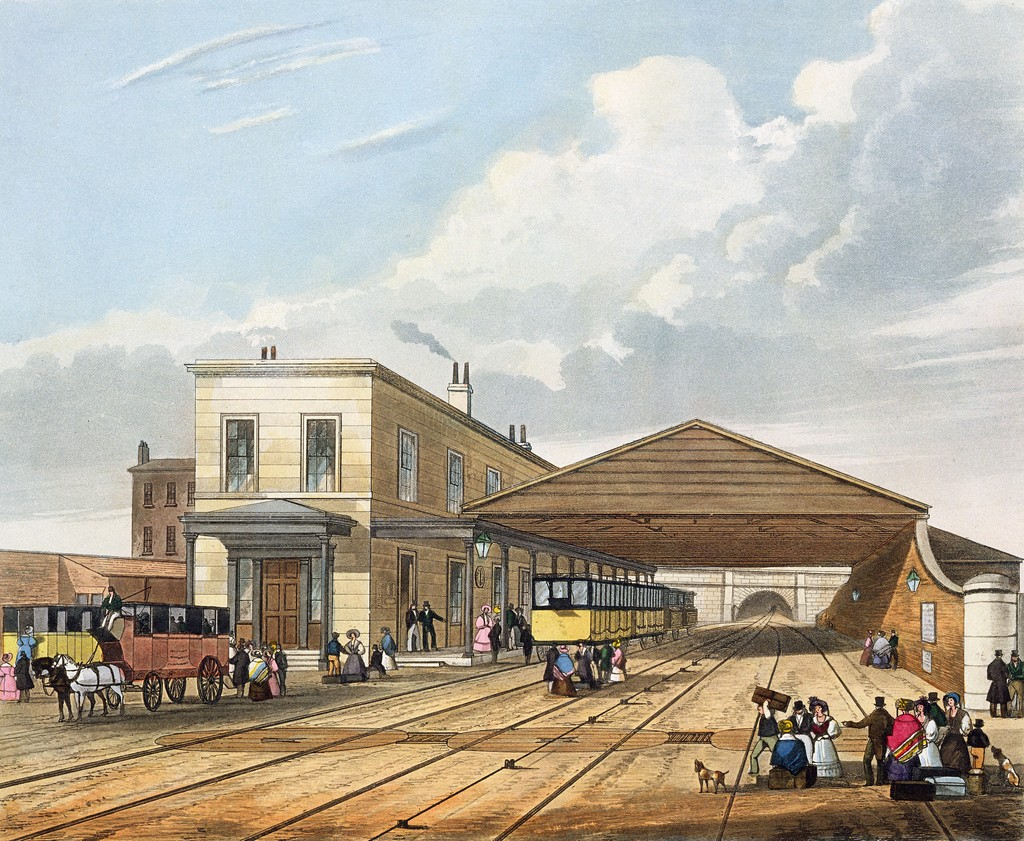
Spoorweg station
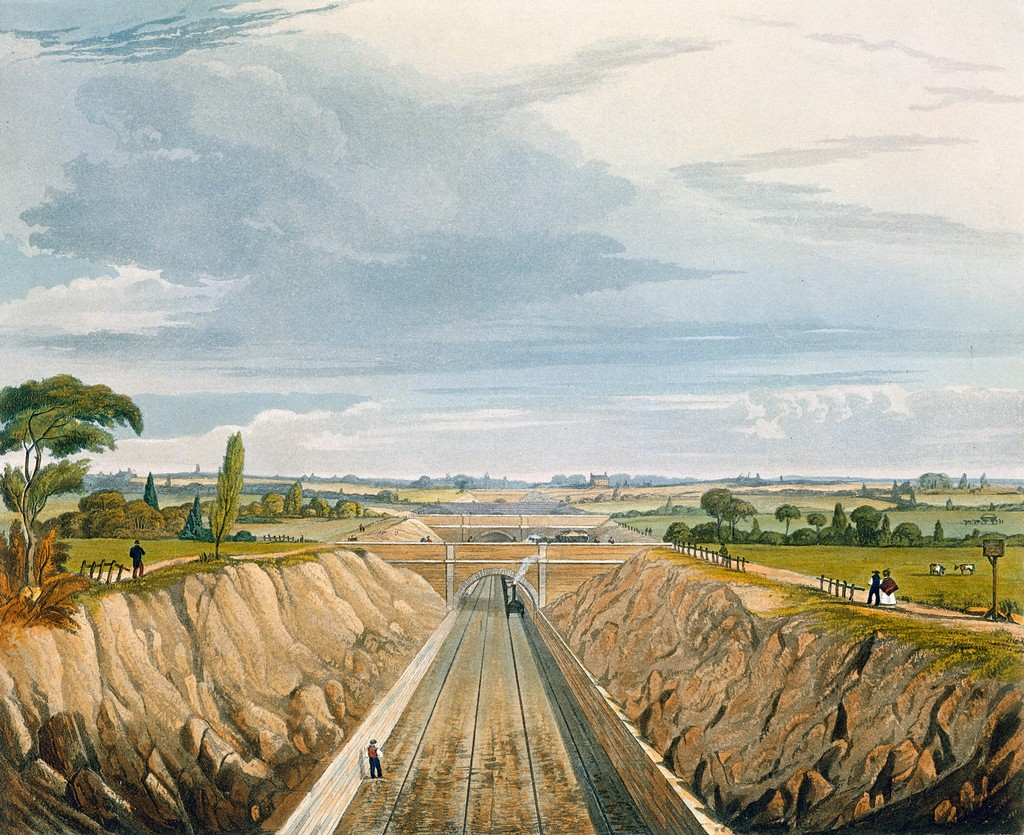
Spoorlijn verdiept in het landschap
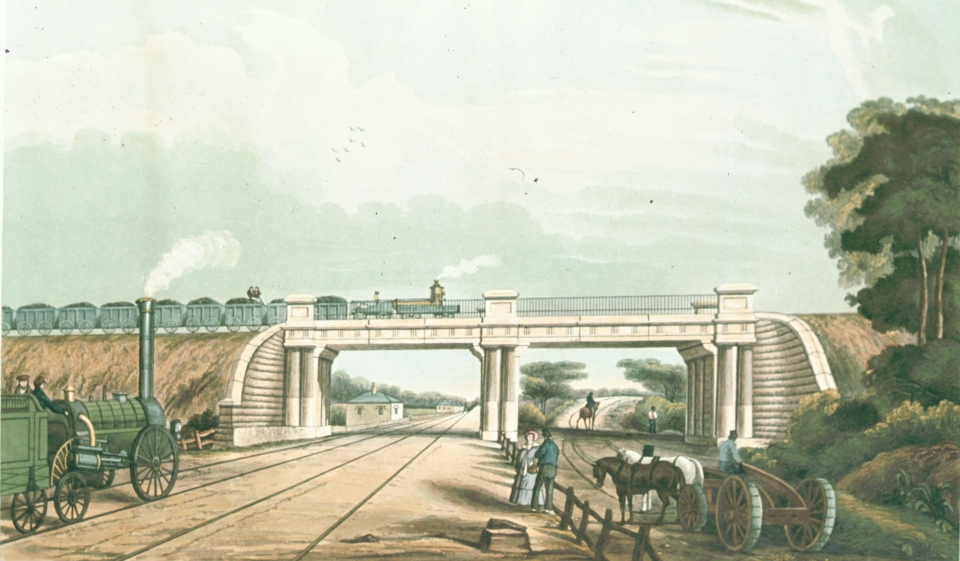
Brug bij kruisende spoorweg
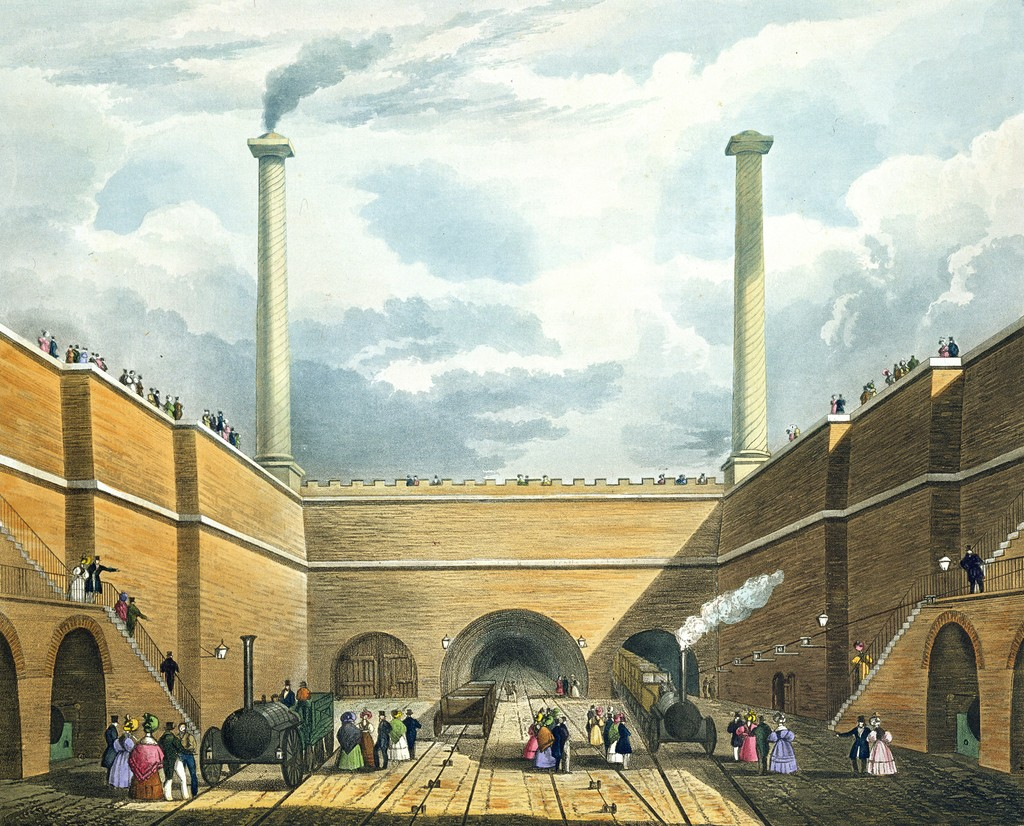
Spoorwegtunnel
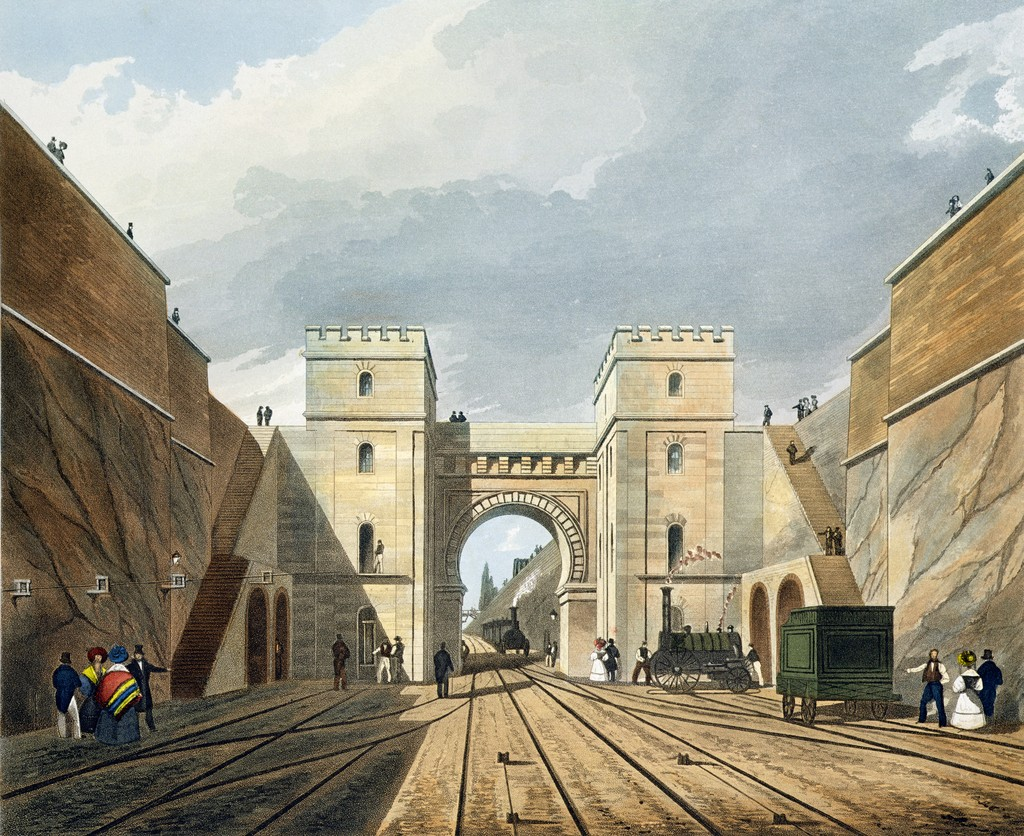
Moorse bogen bij tunneluitrit

In Nederland was de mogelijke aanleg van spoorwegen een nog praktisch onbesproken terrein. Het land bezat een uitgebreid netwerk van diligences voor personenvervoer, en vele waterwegen en trekvaarten voor het goederentransport. Een economische noodzaak voor spoorverbinding was er niet, en zou de bestaande economische belangen schaden.
Brade had al meegewerkt aan de voorbereidingen van de Nederlandse eerste spoorlijn, en zag in dat de spoorwegen de aandacht begonnen te trekken van heel Europa. Toen hij naar Engeland was gestuurd om geschut te kopen voor de oorlog tegen België, maakte hij dan ook van de gelegenheid gebruik de Engelse spoorwegen te bestuderen. Hij verdiepte zich ook in de algemene geschiedenis van het spoor, en publiceerde dit alles als vierde deel van zijn Bouwkundig handboek. Over de intentie schreef hij in het voorwoord:
Reeds waren wij met de behandeling der kanalen en sluizen op zekere hoogte gevorderd ; toen de ijzere spoorwegen meer en meer de aandacht van geheel Europa begonnen naar zich te trekken ; dit heeft ons bewogen deze vooraf te doen gaan, vooral om in deze tijden waar in deze wijs van vervoer nog geheel nieuw is, onze landgenoten hieromtrent in te lichten daar in ons vaderland steeds te allen tijde een afkeer van alle nieuwigheden heeft bestaan grootendeels door onkunde en vooroordeel verwekt. Zoo als indertijd met de eerste invoering der stoomwerktuigen mede het geval was, die in den oorsprong mede eene groote tegenkanting ondervonden en van wiens groot nut thans een ieder overtuigd is ; zoo hebben wij vermeend om het belang, der zaak de behandeling der ijzere spoorwegen te moeten laten vooraf gaan... 

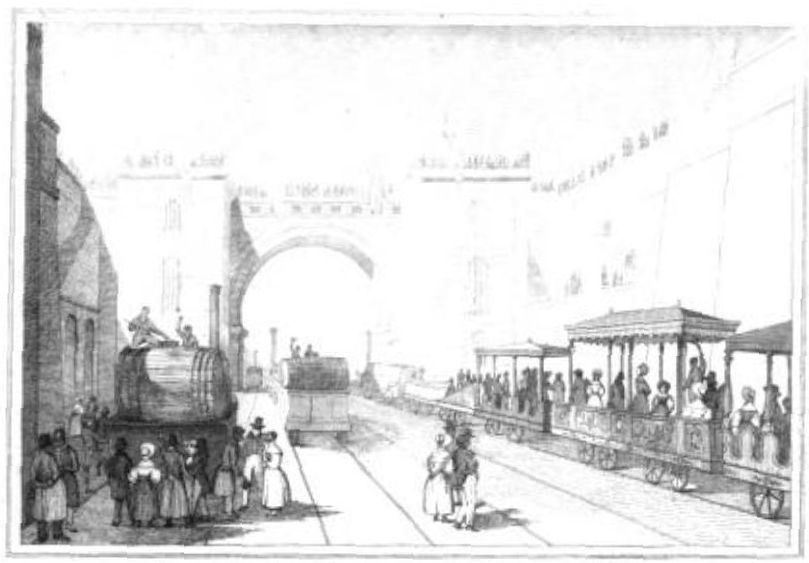
Titelplaat in deel 4, 1834 (met dezelfde Moorse bogen).

Brades eigen plannen voor een spoorverbinding van Haarlem naar Amsterdam waren bij het verschijnen van het boek in 1834 in vergevorderd stadium, maar dat zei hij er niet bij. Bijzonder aan dit werk, vond men later, was ook dat het zich uitdrukkelijk uitsprak voor stoomtractie in plaats van aandrijving met paarden. Het werk bevatte ook berekeningen van het geleverde arbeidsvermogen, de benodigde hoeveelheid voer of kolen, en andere kosten en baten van beiden. Aandrijving door stoomkracht, volgens Brade, was een noodzakelijke voorwaarde om de spoorvervoer rendabel te maken. En dit gebeurde ook. Dat het met paardenkracht ook kon bewees de latere opkomst van de paardentram, die hij niet had voorzien.
In 1844 publiceerde Brade nog een afzonderlijk Handboek der waterbouwkunde, waarin hij reeds in de ondertitel aangaf, dat deze een beschrijving bood van de "voornaamste kanalen in Nederland, voorafgegaan door een geschiedkundig overzicht der kanalen."

### Commissie nopens de Zaak der IJzeren Spoorwegen, 1836
In 1834 vroeg William Archibald Bake octrooi aan bij koning Willem I voor een spoorweg van Amsterdam naar Keulen, en in 1835 vroeg Brade in samenwerking met de Amsterdamse zakenlieden Louis J.J. Serrurier en Rodolphe le Chevalier een concessie voor een spoorweg van Amsterdam naar Rotterdam, Hierop besloot de Koning nader advies in te winnen, alvorens tot concessieverlening over te gaan.

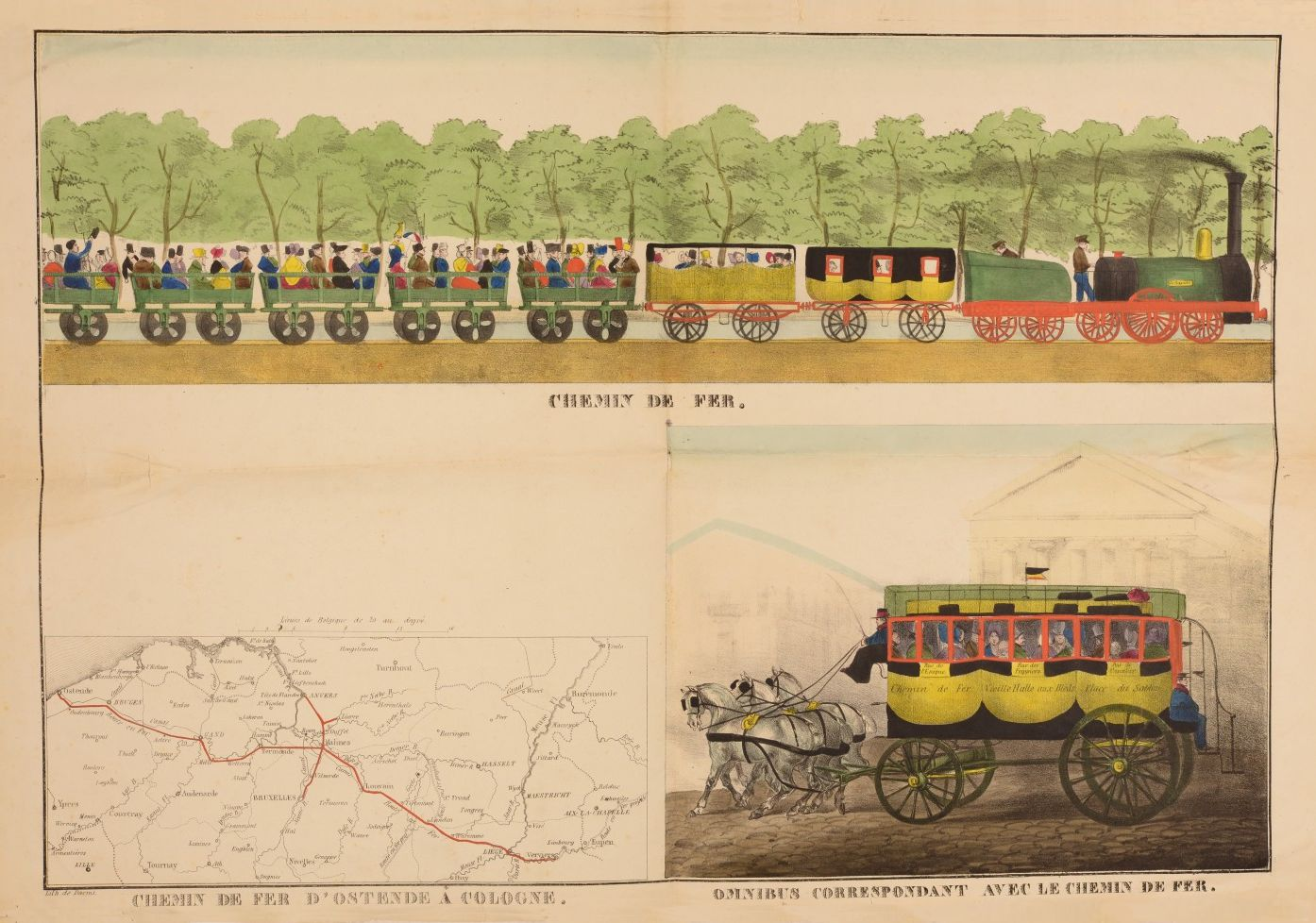
Belgische spoortrein "La Rapide" in 1835-1836 en het spoortraject was een voorbeeld voor de commissie.

Bij Koninklijk besluit van 19 februari 1836, no. 72, werd een commissie ingesteld tot onderzoek omtrent het belang en de mogelijkheid van de aanleg en exploitatie van spoorwegen in Nederland. Tot voorzitter werd benoemd mr. Anton Reinhard Falck, die tevens als secretaris optrad, en als leden H. Ewijk, raadadviseur van het ministerie van Binnenlandse Zaken, Bernardus Hermanus Goudriaan, hoofdingenieur van de Waterstaat, J.W. Hachmeester Eekhout, inspecteur-generaal der posterijen, mr. J.F. Netscher, administrateur voor de nationale nijverheid, P. Hartsen en J.J. Rochussen, voorzitter en secretaris van de Kamer van Koophandel te Amsterdam en J.L. Nierstrasz en A. van Rijckevorsel Hzn, voorzitter en lid van de Kamer van Koophandel te Rotterdam.
Binnen de commissie was het Goudriaan, die de technische en economische haalbaarheid van de plannen beoordeelde. Goudriaan kwam tot enige kanttekeningen, aldus Van Royen (1945):
GOUDRIAAN was van oordeel dat een vervoersgelegenheid, die veel sneller en voor de helft van de vroegere vrachtprijzen zou vervoeren, haar bestaansrecht bewees en als een belangrijke verbetering moest worden beschouwd... De opzet van BRADE, aldus GOUDRIAAN, onderstelt enkel spoor; hij acht echter, bij de verwachting van zo talrijke passagiers, "dubbeld spoor" een vereiste. Het is de eerste keer, dat men met dit begrip wordt geconfronteerd. Hij adviseert dan van de ingenieur BRADE een nader uitgewerkt plan met cijfers te vragen, waarop het ontwerp kan worden beoordeeld..."
De commissie kwam tot de conclusie dat er, ondanks de aanwezigheid van goede wegen en waterwegen in Nederland, wel degelijk spoorwegen aangelegd moesten worden, doch dat dit overgelaten moest worden aan het particulier initiatief. Slechts in hoogst zeldzame gevallen, waarvan de commissie meende, dat er een aanwezig was ten aanzien van de spoorlijn Amsterdam-Arnhem, moest de regering aanleg ter hand nemen. Het rapport was op 19 april 1836 gereed en werd op 28 april bij de koning ingediend.
Reeds op 1 juni 1836 werd de concessie voor de spoorlijn Amsterdam-Haarlem verleend. Omdat van verder particulier initiatief niets te verwachten viel, werd op 28 februari 1838 door de regering een wetsontwerp ingediend ter verwezenlijking van de aanleg van de spoorlijn Amsterdam-Arnhem. Dit wetsontwerp werd evenwel door de Tweede Kamer verworpen.

### Hollandsche IJzeren Spoorweg-Maatschappij

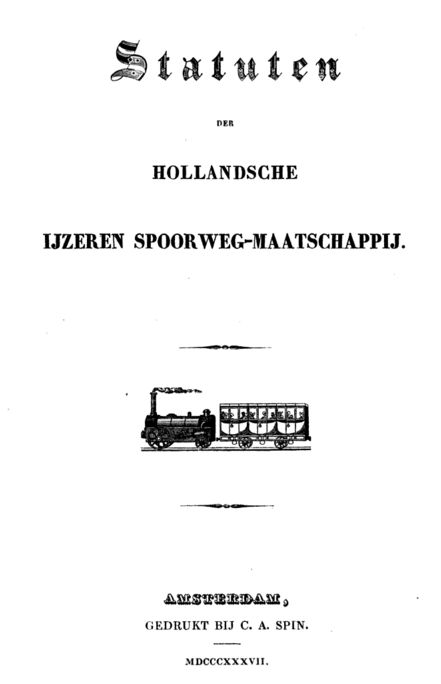
Statuten, 1837

Ruim een jaar na het verlening van de concessie werd op 8 augustus 1837 te Amsterdam de Hollandsche IJzeren Spoorweg-Maatschappij (HSM) als naamloze vennootschap opgericht, de eerste Nederlandse spoorwegmaatschappij. In de statuten is opgenomen, dat er een maatschappelijk kapitaal is vastgesteld van f. 1.300.000 in 1300 aandelen van f. 1.000. De statuten bestaan uit 37 artikelen, die beginnen met:
ART. 1. Deze Maatschappij heeft ten doel het daarstellen en gebruiken van eenen Yzeren-Spoorweg van Amsterdam tot Haarlem, op den voet en de voorwaarden van de in den hoofde dezes omschreven aan de Heeren LOUIS JAN JACOB SERRURIER, RODOLPHE LE CHEVALIER en WILLEM CHRISTIAAN BRADE verleende concessie.

ART. 2. Onverminderd het even aangeduide doel zal, bijaldien daartoe van den Koning vergunning wordt verkregen, de Yzeren-Spoorweg door de Maatschappij kunnen worden voortgezet, tot Leyden, den Haag, Delft en Rotterdam, op zoodanigen voet en voorwaarden als bij de nadere te verkrijgene vergunning zal worden vastgesteld, terwijl voor dat geval het hier onder volgende tiende Artikel dezer Statuten van toepassing zijn zal.
Uit de eerste twee artikelen valt al te lezen, dat de onderneming is opgezet voor de aanleg van de spoorlijn Amsterdam - Haarlem. Daarnaast is een verlenging van de lijn voorzien tot Leiden, Den Haag, Delft en Rotterdam, de spoorlijn Amsterdam - Rotterdam.
De eerste spoorweg die de HSM daadwerkelijk aanlegde was de lijn van Amsterdam naar Haarlem, die op 20 september 1839 voor het publiek werd opengesteld. Hij bereikte Leiden in 1842, Den Haag in 1843 en Delft en Rotterdam in 1847. Deze lijn wordt ook wel de Oude Lijn genoemd. De aanleg van het traject tussen Den Haag en Rotterdam ondervond vertraging door een geschil met een grondeigenaar, beschreven in Het Laantje van Van der Gaag.
Brade bezat bij aanvang 2 van de 1240 aandelen, en was een van de ruim 150 aandeelhouders in de statuten vermeld. Tegen het eind van 1837 vond er een tweede aandelenemissie plaats, waarbij de maatschappij nog een 5,2 miljoen gulden binnen haalde.

### Ontwerp van de lijn Amsterdam-Haarlem

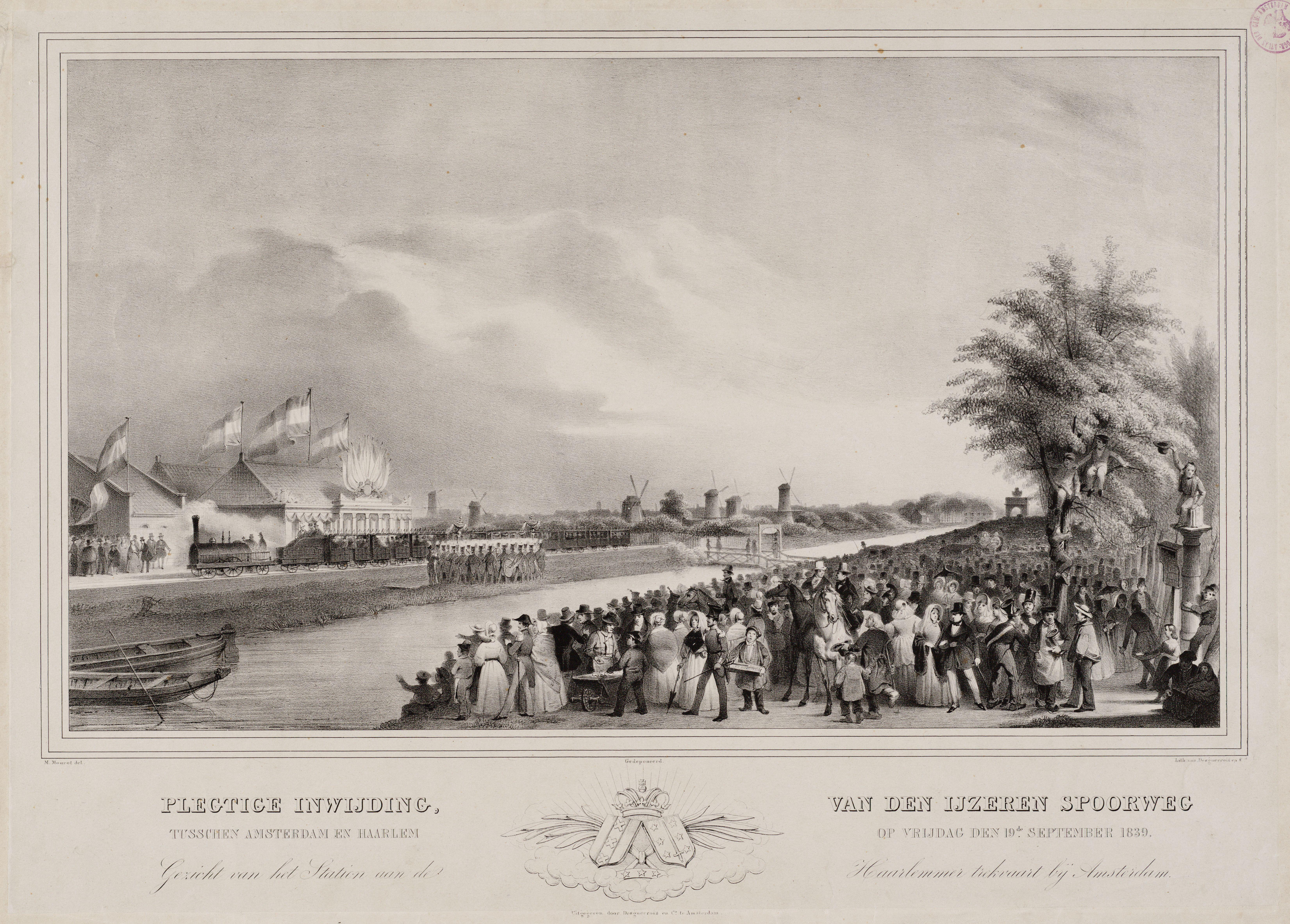
Eerste trein, 20 september 1839.

Met de oprichting van de Hollandsche IJzeren Spoorweg-Maatschappij op 8 augustus 1837 werd Brade aangesteld als ingenieur-directeur. In deze hoedanigheid maakte hij de eerste ontwerpen voor de spoorlijn Amsterdam - Rotterdam, en begeleidde de aanleg tot zijn ontslag eind 1838.
Zo'n drie-kwart jaar later, op 20 september 1839, vertrok de eerste trein van de HIJSM van Station d'Eenhonderd Roe bij Amsterdam naar Haarlem (zie afbeelding). Het traject werd in 50 minuten afgelegd.
Over het verdere verloop, stelde Lintsen (1997), dat deze eerste spoorlijn in Nederland "een doorslaand succes [bleek] te zijn - het vervoer was veel groter dan gedacht - en de Hollandsche IJzeren Spoorweg-Maatschappij maakte zich onmiddellijk op ook de rest van de geprojecteerde lijn aan te leggen."

### Ontwerp van de lijn Amsterdam-Rotterdam

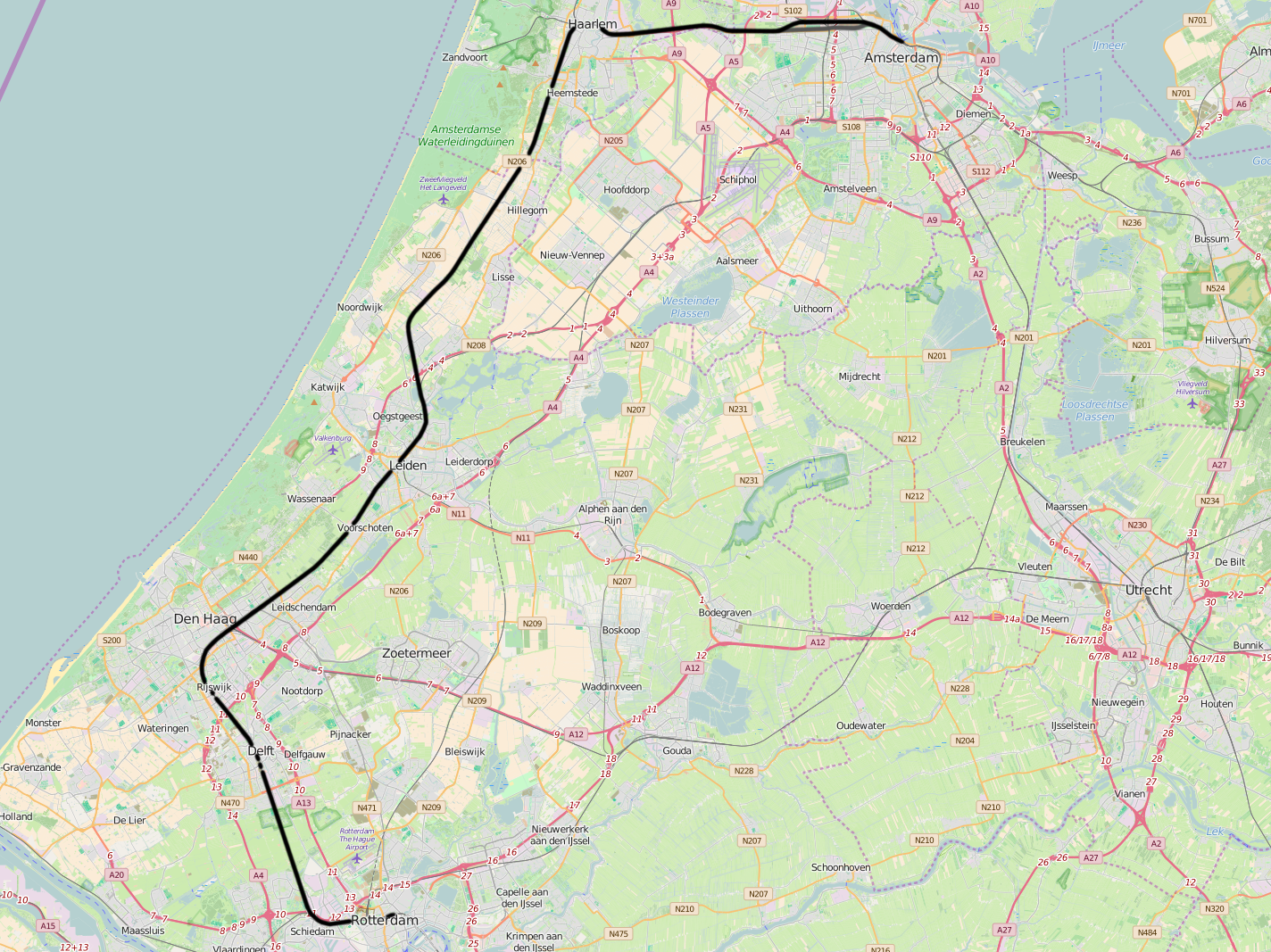
Spoorlijn Amsterdam-Rotterdam

In de eerste twee jaar van zijn dienstverband had Brade reeds meerdere ontwerpen gemaakt voor het trace van Haarlem naar Leiden, waaraan Frederik Willem Conrad Jr. een eigen draai gaf. Over een van de eerste ontwerpen vatte Lintsen (1997) samen:
...Brade had de lijn gedacht vlak langs de trekvaart tussen beide steden, en daarmee ook vlak langs de straatweg en het jaagpad, wat aanleiding zou kunnen zijn voor talrijke klachten over schrikkende paarden, zodat Conrad het spoor op grotere afstand legde. Het oorspronkelijke ontwerp voorzag in een station in Haarlem ten noorden van de stadswallen, en ver van het centrum. Een station binnen de wallen in de nog grotendeels lege ‘Nieuwstad’ zou natuurlijk veel beter zijn, maar het stadsbestuur maakte daartegen bezwaar omdat dan de heffing van het poortgeld in het gedrang zou kunnen komen.
Na de opgeworpen problemen had Brade een alternatief ontwerp gemaakt:
... een nieuw ontwerp, waarbij de Leidse lijn ten oosten van het Spaarne met een draaischijf aansloot op de bestaande lijn naar Amsterdam, zodat van doorgaand verkeer eigenlijk nauwelijks sprake kon zijn; elke wagen zou immers apart gedraaid moeten worden! Nieuwe onderhandelingen met het stadsbestuur maakten het ten slotte mogelijk de lijn toch door de ‘Nieuwstad’ en daarna met een grote boog ten westen van de stad in de richting van Vogelenzang te leggen. Het station werd gesitueerd tussen de Jansweg en de Kruisweg, waar het nog steeds staat, zij het in nieuwe gedaante.
Dit ontwerp werd wel geaccepteerd en leverde behalve de slappe ondergrond, en de vele bruggen, weinig problemen meer op.

### Nederlandsche Centraal-Spoorweg-Maatschappij
Brades expertise bleef in de latere jaren gewaardeerd, en Brade bleef betrokken bij het spoorwegontwikkeling in Nederland. Zo was hij in 1858 weer van de partij toen de Nederlandsche Centraal-Spoorweg-Maatschappij een voorlopige concessie werd aangevraagd voor de Spoorlijn Utrecht - Kampen. Deze concessie werd verstrekt op 14 augustus 1858, maar dat heeft hij niet meer mogen meemaken.

## Waardering
Als medeoprichter van de eerste spoorwegmaatschappij van Nederland, en ontwerper van de eerste twee spoortrajecten in Nederland heeft Brade een zekere reputatie opgebouwd. Het gedwongen ontslag bij de Artillerie- en Genieschool in Delft na verwijten van homoseksueel gedrag, en zijn gedwongen aftreden als ingenieur-directeur bij de Hollandsche IJzeren Spoorweg-Maatschappij maken hem echter tot een controversieel persoon. Veenendaal (2015) zegt over dit laatste:
... Hij was een lastig en eigenzinnig man met ook nog eens hoge financiële eisen, en hem werd verweten dat hij bij de eigenlijke bouw van de lijn te vaak afwezig was en de aannemers te weinig in de gaten hield. Tegen het einde van 1838 werd het de Raad te veel en werd Brade op staande voet ontslagen.
Als reactie op zijn ontslag had toentertijd Brade een Memorie geschreven. In een rechtszaak werd Brade in eerste instantie in het gelijk gesteld, maar in het hoger beroep werd dit herzien. Brade heeft later gewerkt aan plannen voor de verbetering van de watervoorziening in Amsterdam, en vele andere plannen, en bleef op de achtergrond betrokken bij het spoorwegontwikkeling in Nederland.
Enige biografie in de grote biografische werken lijkt te ontbreken. Toch is de naam van W.C. Brade blijven opduiken als 19e-eeuwse plannenmaker en/of als visionaire particulier. In het geschilderde portret van Brade door Jan Willem Pieneman is hij dan ook heel toepasselijk weergegeven met enige kaarten. Sprekend voor deze persoon is toch ook, dat enige koninklijke onderscheiding, in dergelijke portretten gebruikelijk, ontbreken.
In Hilversum is er in 1939 wel een straat naar hem vernoemd; de W.C. Bradelaan van de Snelliuslaan naar de Noorderweg. In 2019 werd een tunnel bij Station Haren naar Brade genoemd.

## Publicaties, een selectie
- W.C. Brade,  Theoretisch en practisch bouwkundig handboek. 4 delen, 1827-1834; Deel 1, Deel 2; Deel 4.
- Willem Christiaan Brade. Memorie betrekkelijk de wederregtelijke intrekking van de benoeming van den Ingenieur-Directeur der Hollandsche IJzeren Spoorweg-Maatschappij, op den 7den December 1838. S. de Grebber, 1839
- W.C. Brade, Handboek der waterbouwkunde: beschrijving der voornaamste kanalen in Nederland, voorafgegaan door een geschiedkundig overzicht der kanalen, 1844.
- Brade, W.C. en J.T. van Dijk. Bouwkundig memoriaal. Een boek voor handwerkslieden in het algemeen en voor bezitters van grond-eigendommen in het bijzonder bevattende tevens vele raadgevingen bij het bouwen en herstellen van woonhuizen, betr. dit laatste vrij gevolgd naar het Hoogduitsch van J.A. Romberg, door W.C. Brade. Amsterdam, Tormijn, 1852
- W.C. Brade, Prospectus van eene negotiatie of deelneming aan eene naamlooze maatschappij, ten doel hebbende den bouw van eenen nieuwen schouwburg met eene concert-zaal en bazaar, op de Botermarkt te Amsterdam, Volume 1. 1853.

Publicaties over W.C. Brade
- Gerhard Moritz Roentgen. Korte beschouwing van het, door den Ingenieur W.C. Brade, onlangs uitgegeven Prospectus van eenen IJzeren Spoorweg van Amsterdam op Haarlem, Leiden, 's Hage, Delft en Rotterdam. 1835
- Lodewijk Bleijerveld. "Hoofdstuk 1 De Pioniers; 1.1. Kater en Brade: de pioniers,"  in: Toekomstvisies uit het verleden: Visionaire plannen met betrekking tot het ontstaan van Amsterdam-Noord 1839-1903[dode link], 2010. p. 7-18